# Chiesa della Natività di Maria (Vallarsa)
La chiesa della Natività di Maria è la chiesa parrocchiale di Valmorbia, frazione di Vallarsa in Trentino. Risale al XIX secolo.

## Storia

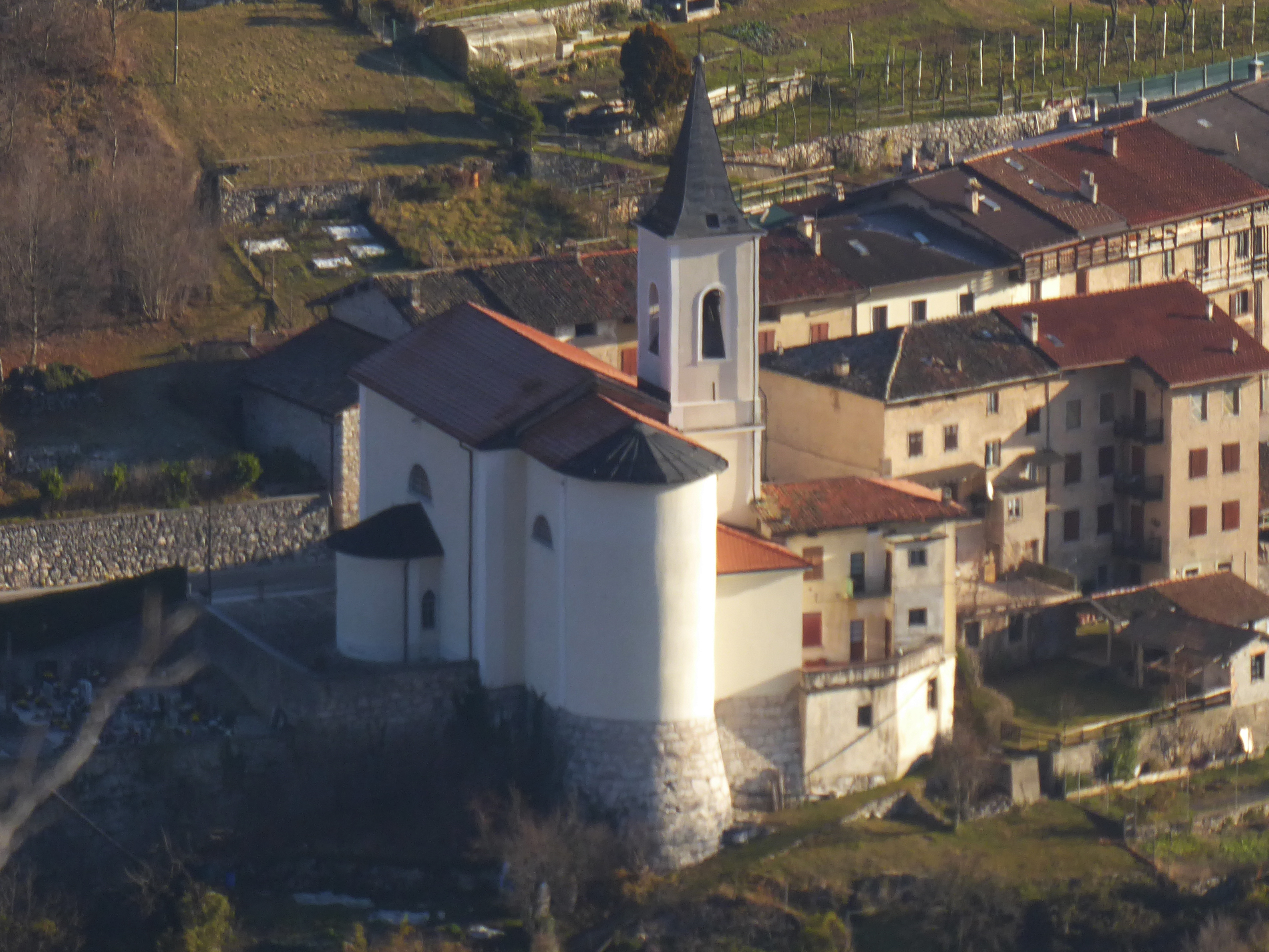
La chiesa vista da Matassone

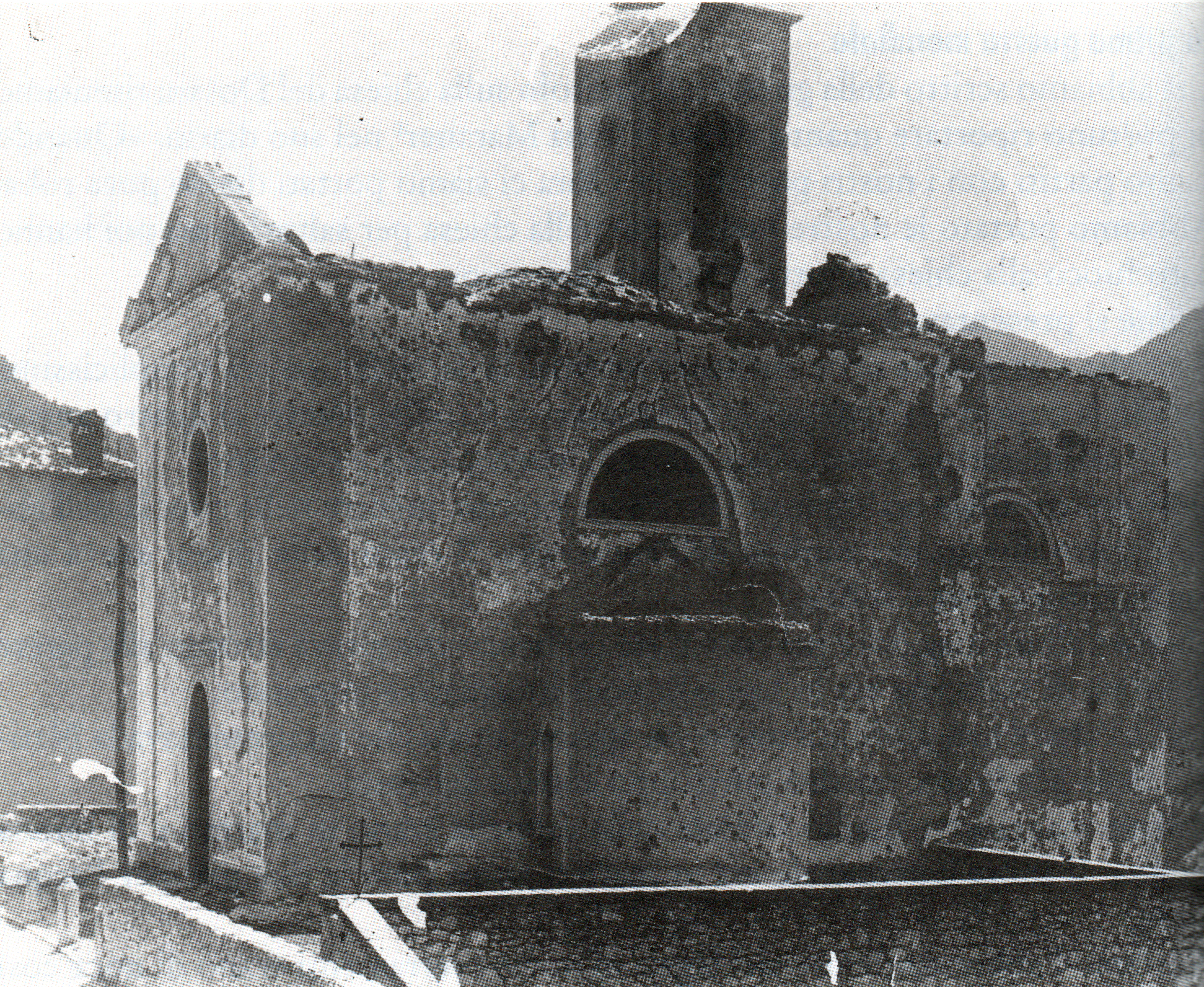
La chiesa semidistrutta dopo la prima guerra mondiale

Attorno alla metà del XIX secolo la chiesetta nella località di Dosso, la più vicina a Valmorbia, venne giudicata non più adeguata alle esigenze della popolazione, sia per dimensioni sia per lo stato nel quale versava, e venne concessa l'autorizzazione alla costruzione di un nuovo luogo di culto con un nuovo camposanto. Trovando un accordo tra le due comunità fu deciso di edificare la nuova chiesa, con dedicazione alla Natività di Maria, a Valmorbia. Il cantiere venne aperto nel 1855 e chiuso nel 1858.
Sempre nello stesso anno, il 1858, la chiesa venne benedetta dal decano foraneo di Vallarsa e arciprete di San Marco di Rovereto.
Nel 1868 il vescovo di Trento Benedetto Riccabona de Reichenfels, nel corso di una visita pastorale a Valmorbia (assieme a tante altre compiute nella sua diocesi quell'anno) ne celebrò la consacrazione solenne.
Attorno alla fine del secolo la chiesa costruita da pochi decenni venne ristrutturata con un ampliamento che si realizzò nella nuova cappella laterale dedicata alla Madonna e nel contempo si adeguò il sagrato con una nuova pavimentazione. Alle spese contribuirono le comunità di Valmorbia, Dosso e Zocchio.
Venne elevata a dignità curiaziale nel 1912, sussidiaria nella parrocchia di Vallarsa.
Durante il primo conflitto mondiale subì enormi danni, in particolare causati da bombe cadute sull'edificio e da un incendio che la ridusse quasi ad una rovina. Rimasero intatte le murature principali e parte della copertura della navata; la stessa torre perse la sua parte superiore con la cella campanaria.
Durante il primo dopoguerra del XX secolo prima venne costruito un campanile provvisorio in legno, sul quale fu posta una nuova campana della fonderia Colbacchini di Trento poi si provvide a ricostruire le parti strutturali distrutte ed infine alla loro nuova decorazione. Nel 1923 venne posto il nuovo altare maggiore in marmo marmoreo poi venne sistemata la pavimentazione e furono preparate quattro nuove campane dalla stessa fonderia di Trento. A partire dal 1934 vennero decorati gli interni.
Nei primi anni del secondo dopoguerra fu necessario riparare anche i danni procurati dal secondo conflitto, e si provvide al restauro della copertura, con Eternit.
Ottenne dignità parrocchiale nel 1960.
Dalla metà degli anni sessanta iniziarono nuovi ed importanti restauri conservativi e ricostruttivi: i pannelli in Eternit vennero sostituiti da tegole in cemento, fu sistemata la copertura della torre campanaria, vennero riviste le pareti interne ed esterne, venne realizzato l'adeguamento liturgico, venne posta una nuova pavimentazione nella sala e fu installato un nuovo impianto di riscaldamento.
Gli ultimi interventi si sono conclusi nel 2010 con lavori di consolidamento e di protezione contro l'umidità, oltre ad altri interventi sugli impianti.